# Кудрявцев Олександр Олександрович
Олекса́ндр Олекса́ндрович Кудря́вцев — старший солдат Збройних сил України, учасник російсько-української війни.

## Бойовий шлях
Старший розвідник 3-го окремого полку. В лавах збройних сил з 18-ти років, починав у 25-й бригаді. Кандидат в майстри спорту з тайського боксу, продовжив службу в 3-му окремому полку. У складі підрозділу охороняв Донецький аеропорт, воював під Слов'янськом, розшукували під Амвросіївкою екіпаж збитого літака. У одному з боїв із 60 терористами зазнав поранення, зумів вижити, 2 доби із 2 побратимами виходили з оточення.

## Нагороди
14 листопада 2014 року за особисту мужність і героїзм, виявлені у захисті державного суверенітету та територіальної цілісності України, вірність військовій присязі під час російсько-української війни, відзначений — нагороджений орденом «За мужність» III ступеня.